# Radbraken

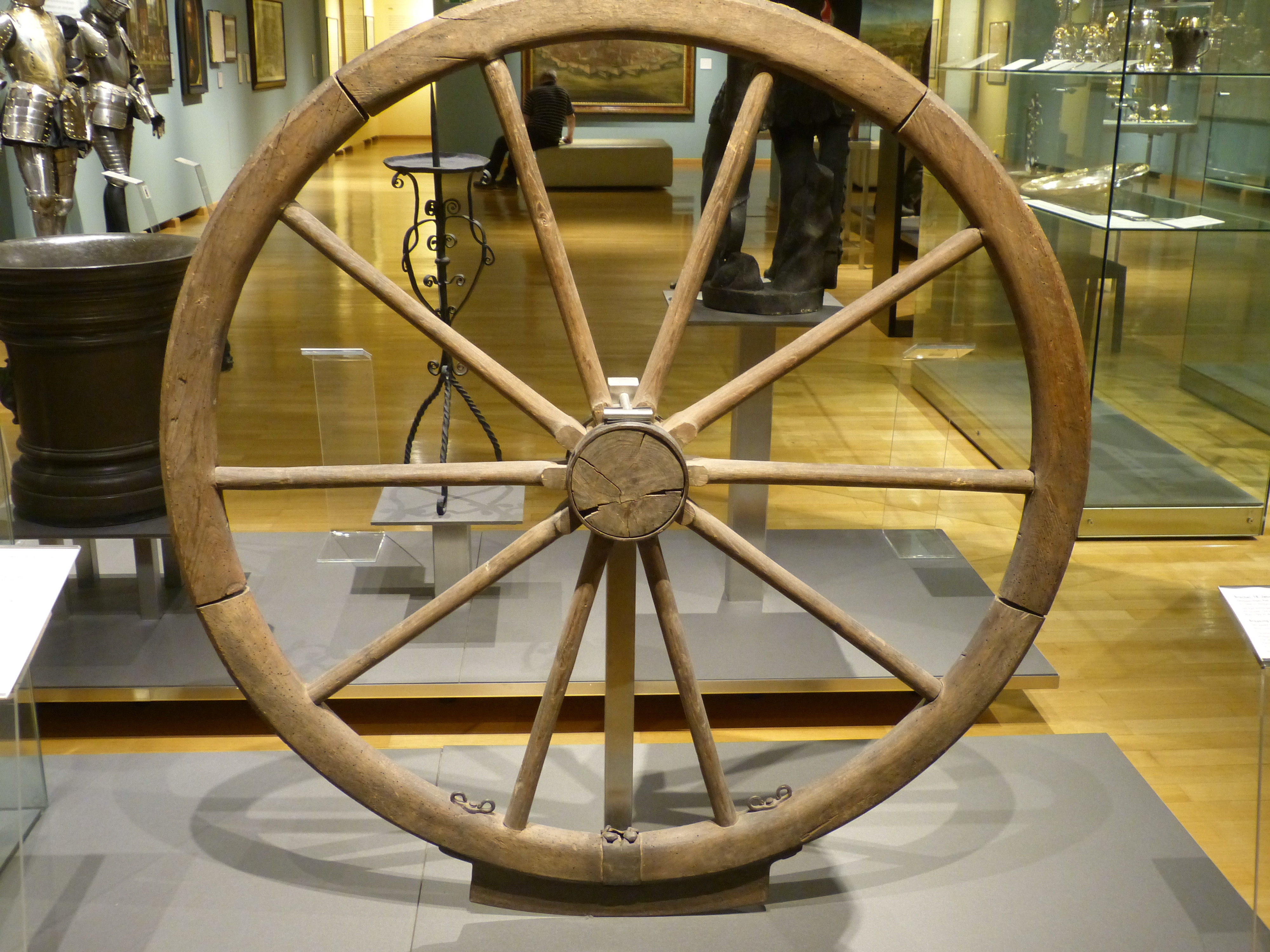
Rad

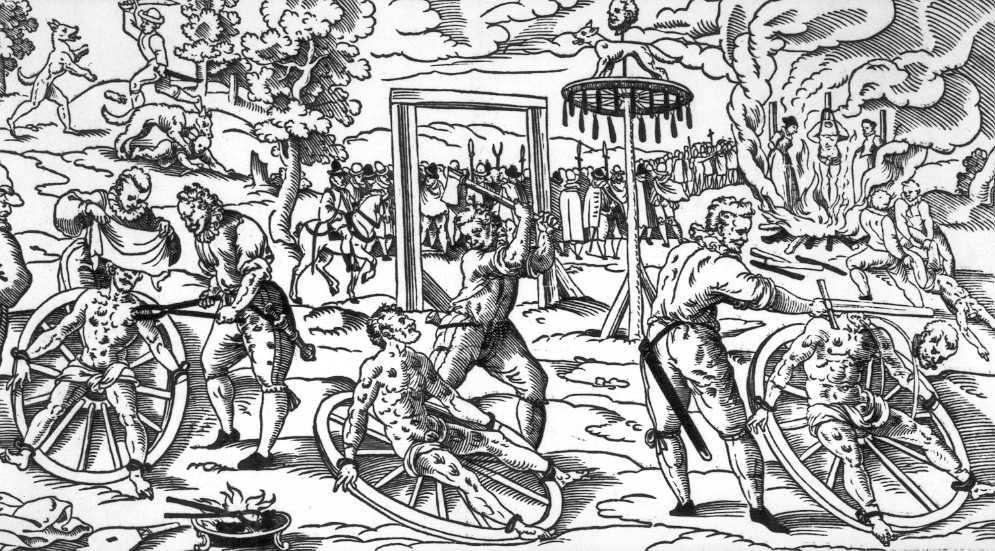
Radbraken in de zestiende eeuw

Radbraken of breken op een rad was een martelmethode die gebruikt werd voor publieke terechtstellingen, voornamelijk in Europa. De beul bond de veroordeelde op een wagenwiel, brak zijn ledematen en bracht hem daarna soms ter dood om het lijden te bekorten. De straf was in gebruik van de oudheid tot de vroegmoderne tijd.

## Oudheid

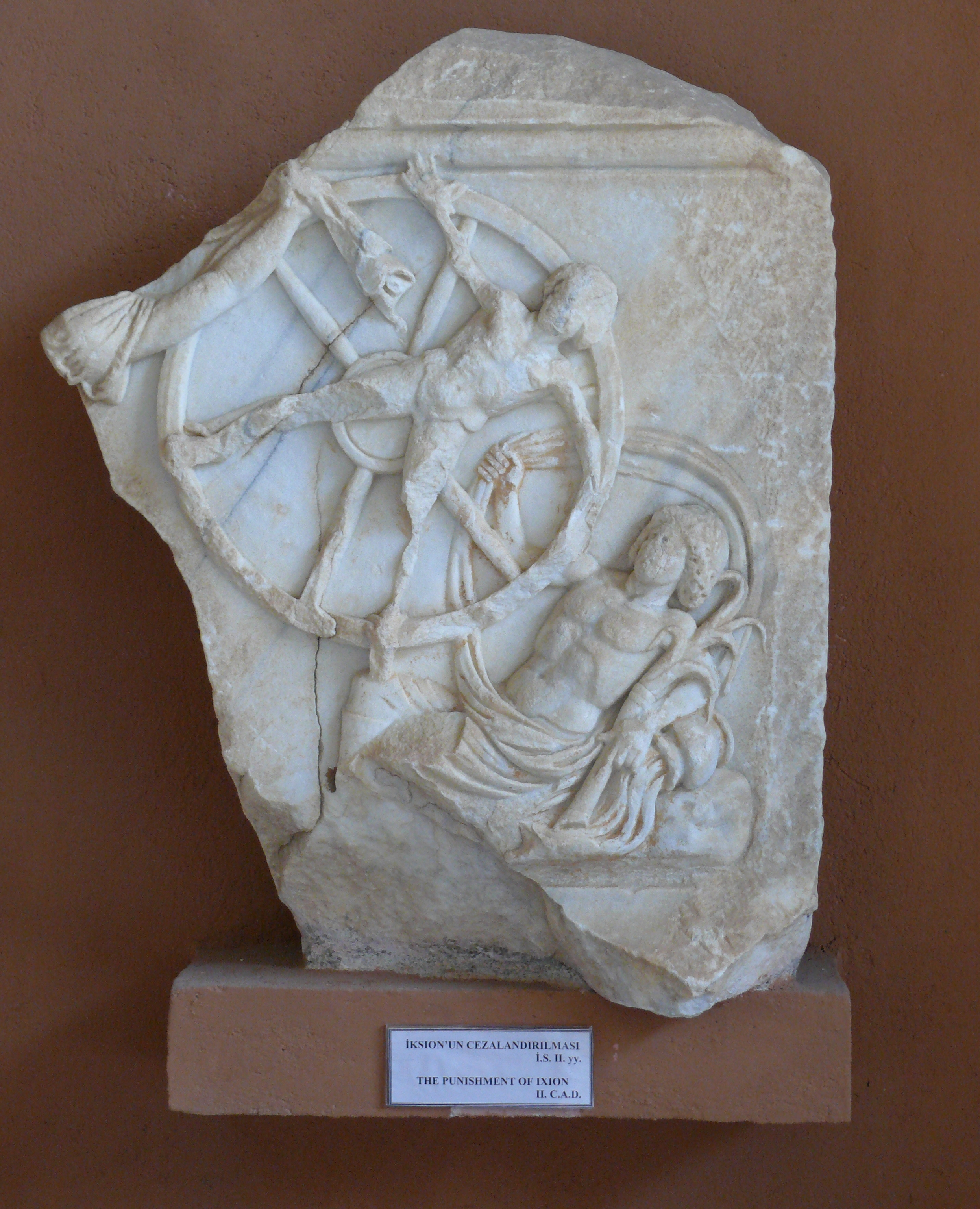
Tweede-eeuws reliëffragment met de marteling van Ixion

Marteling op het rad was een praktijk van de oude Grieken. De komedies Vrede en Ploutos van Aristofanes maken er gewag van, al lijkt het niet om terechtstellingen te gaan. Dat is wel het geval in het Vierde boek Makkabeeën uit de 1e eeuw. Nogal wat christelijke martelaren kwamen op het rad aan hun einde, onder wie Catharina van Alexandrië. Veel van deze martelverhalen zijn opgetekend in de Gouden legende en zijn dus niet als historisch accuraat te beschouwen.

## Middeleeuwen en nieuwe tijd

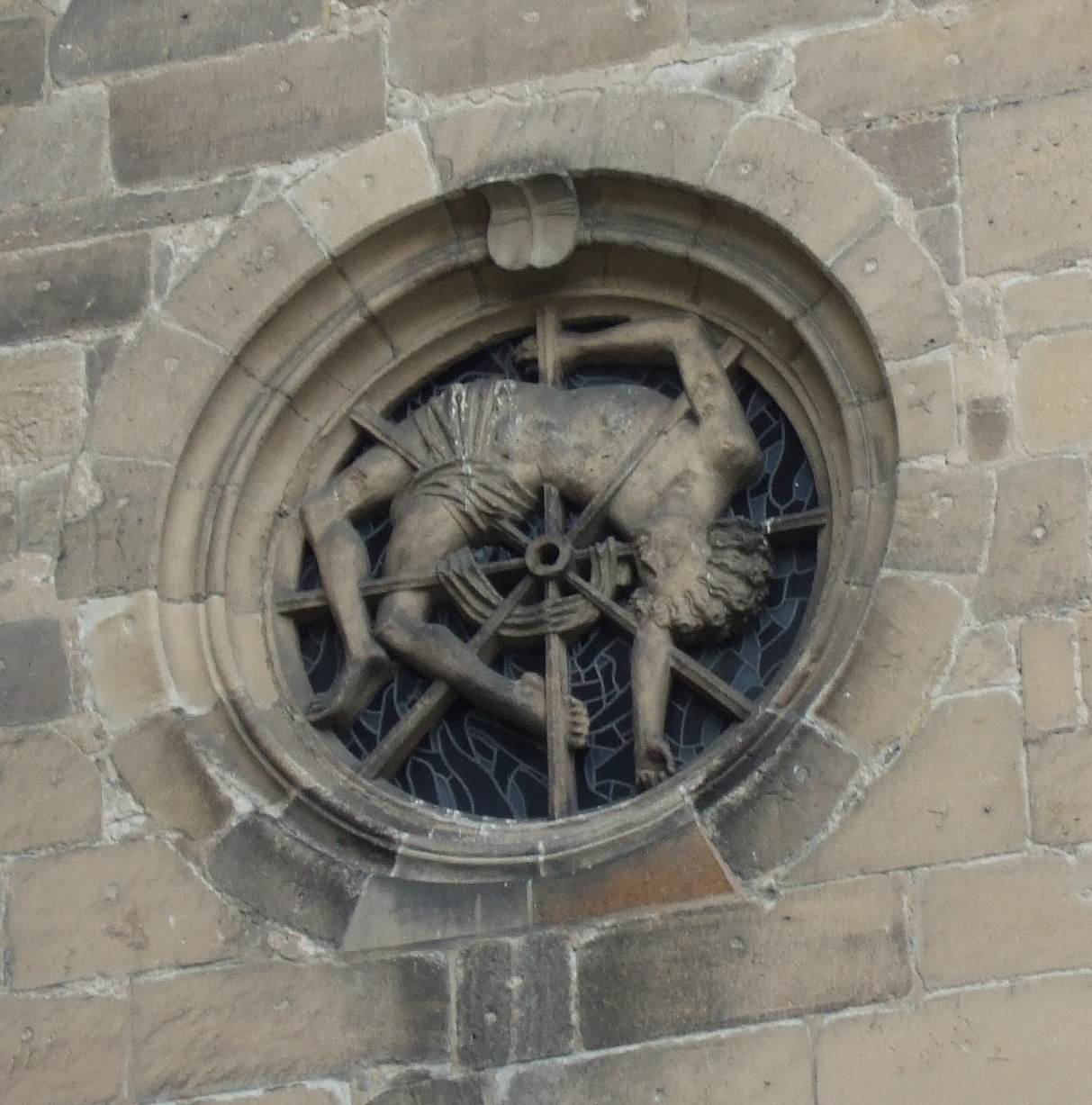
Sint Joris tussen het rad gevouwen

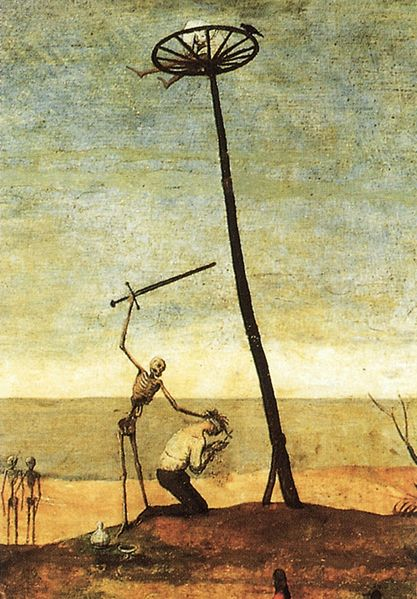
Detail schilderij De triomf van de dood van Pieter Bruegel de Oude

In de middeleeuwen was radbraken een onterende straf bedoeld voor de allerzwaarste misdadigers (enkel mannen): vadermoordenaars, verkrachters, verspreiders van dodelijke ziekten. De verminkingen waren bedoeld om wederopstanding te verhinderen.
In de eerste akte werden de ledematen van de veroordeelde gebroken met een ijzeren staaf of een ander zwaar voorwerp. Vervolgens werden de armen en benen van het slachtoffer tussen de spaken van het rad gevouwen, dat boven op een paal werd bevestigd om aan de menigte te worden getoond.
Als alle ledematen kapotgeslagen waren, kon een genadeslag op de hartstreek worden gegeven, waardoor de veroordeelde stierf. Dit was doorgaans de negende slag. De genadeslag volgde lang niet altijd. Ook kon de veroordeelde tot slot worden onthoofd, of min of meer levend worden achtergelaten waarna pijn, bloedverlies, dorst en vogels de rest deden.
Een andere methode was om de ledematen van de veroordeelde aan latten vast te binden, of op een balk met V-uiteinden. De veroordeelde kreeg de "9 slagen" waarna deze ledematen gebroken werden door er met een ijzeren staaf of hamer op te slaan. Eerst sloeg de beul achtereenvolgens op de onderarmen, bovenarmen, scheenbenen en ten slotte de dijbenen. Dat waren de "8 slagen". Als de ledematen kapotgeslagen waren, werd het lichaam door de spaken van een rad gevlochten. Het rad met de misdadiger werd vervolgens opgehangen of in zee geworpen. Ook hier geldt dat de genadeslag soms wel en soms niet volgde. Als de negende slag toch kwam, was dat op de borstkas ter hoogte van het hart. Dat was de uiteindelijke genadeklap. Soms gebruikt men deze uitdrukking nog als men iets ergs meemaakt. Dan zegt men: "het was net als een slag op mijn hart".
Het kwam ook voor dat op het rad het lichaam van een al gedode misdadiger werd gebonden om vervolgens kapotgeslagen te worden. Dit gebeurde om het lichaam van de misdadiger zo veel mogelijk te onteren. Gewoonlijk werd het stoffelijk overschot na de terechtstelling met rad en al op een hoge staak aan de rand van het rechtsgebied op het galgenveld 'tentoongesteld' als waarschuwing aan eenieder die eventueel kwaad in de zin had.
Nog in de negentiende eeuw werd het radbraken uitgevoerd in het koninkrijk Holland van Napoleon.

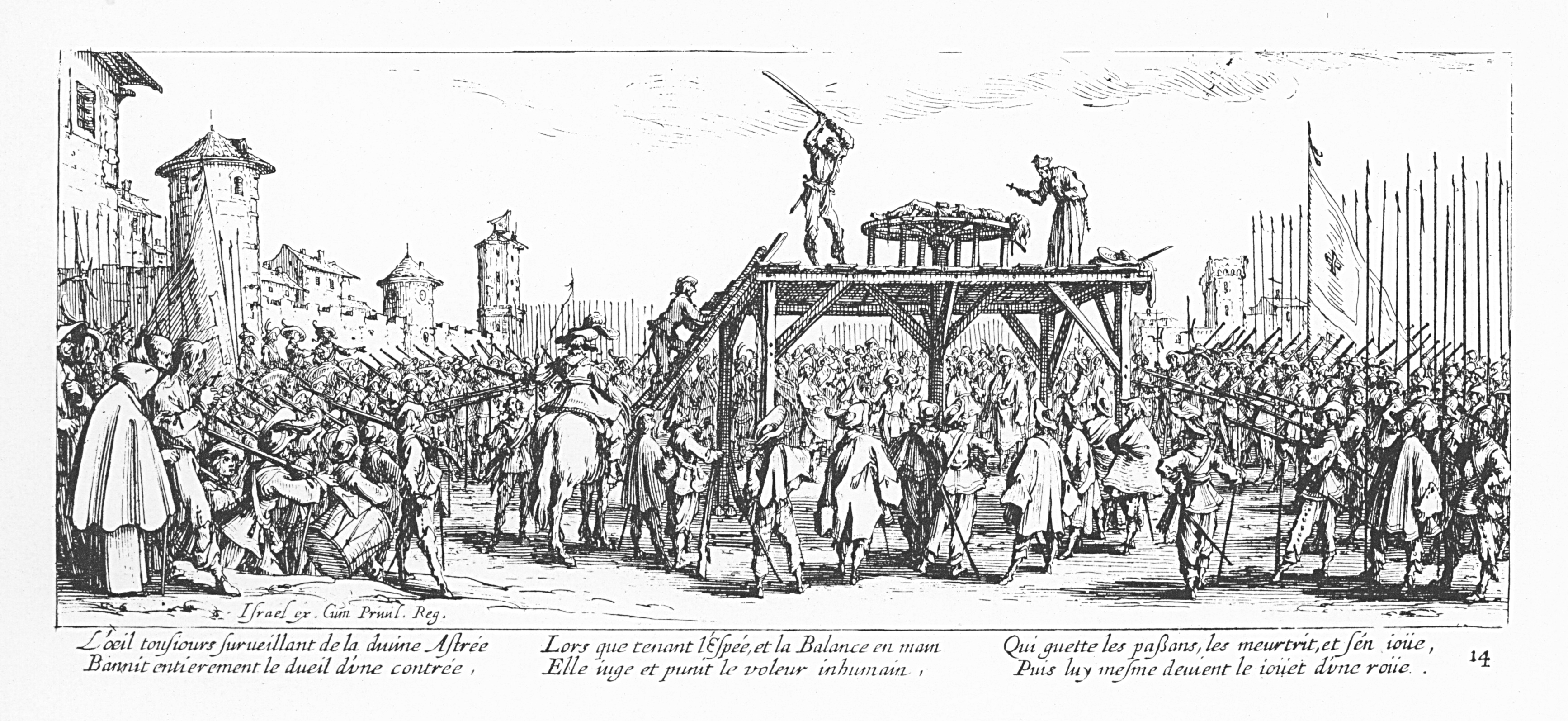
Ets van Jacques Callot (1633)

## Uitdrukkingen
Het radbraken heeft ook uitdrukkingen als "opgroeien voor galg en rad" (door een slechte opvoeding slecht terechtkomen) en "geradbraakt zijn" (compleet uitgeput zijn) en "iemand de genadeslag toebrengen" opgeleverd.
In de Middeleeuwen werd het rad bediend door de raddraaiers. Terwijl in die tijd het radbraken door raddraaiers werd toegepast op opstandelingen en onruststokers (andersdenkenden), zijn tegenwoordig juist de onruststokers en relletjesschoppers de raddraaiers.